# Fragmentos de la Enciclopedia Délfica
Fragmentos de la Enciclopedia Délfica es una historieta de ciencia ficción de Miguelanxo Prado que se publicó como serial en la revista española 1984 en los números 50 a 56 y 58 a 62. Prado firmó como "Miguel Ángel" Prado la conclusión de la historia en el mismo año 1984, último de la publicación de la revista con su primer nombre. La obra lleva la siguiente dedicatoria en la viñeta más vistosa de la última página: 

a Ángel, que me inició en esto de la ciencia/ficción.

## Introducción
Se trata de una historia imaginaria del futuro de la humanidad, contada mediante 12 episodios en blanco y negro y en buena parte independientes; cada uno de esos episodios va precedido de unas acotaciones temporales e históricas consistentes en fragmentos textuales de una enciclopedia elaborada en un futuro lejano por delfines descendientes de alguna de las especies actuales, o tal vez de varias, con el aspecto físico del delfín mular. Este procedimiento es similar al empleado por Isaac Asimov en su ciclo de las Fundaciones, en el que muchas historias van precedidas de acotaciones extraídas de una Enciclopedia Galáctica elaborada por personal de la Primera Fundación. 
También como en el ciclo de las Fundaciones, las historias contadas en la obra de Miguelanxo Prado se centran en unos pocos personajes cada una, y se ofrecen como representativas del devenir de la humanidad, pero, a diferencia de la obra de Asimov, sólo unas pocas refieren hechos decisivos por sí mismos y de manera singular en ese devenir general.

## Lista de episodios
| N.º de episodio | Título             | N.º de páginas | N.º de la revista       |
| --------------- | ------------------ | -------------- | ----------------------- |
| 1               | "Sensaciones"      | 8              | 50 (n.º extraordinario) |
| 2               | "Bienvenida"       | 8              | 51                      |
| 3               | "Arena"            | 8              | 52                      |
| 4               | "La voz última"    | 8              | 53                      |
| 5               | "Telmos"           | 8              | 54                      |
| 6               | "Miserere nobis"   | 8              | 55                      |
| 7               | "Aceite"           | 4              | 56                      |
| 8               | "Sangre de dioses" | 5              | 58                      |
| 9               | "Yo"               | 8              | 59                      |
| 10              | "Punto de partida" | 8              | 60                      |
| 11              | "Despedida"        | 7              | 61                      |
| 12              | "Mitos"            | 8              | 62                      |

## Temas. Argumentos

### Sensaciones
Lars Olsen, que trabaja en un centro de investigación, padece acrofobia, y no quiere morir sin haber experimentado la sensación de volar. En su centro de trabajo, el equipo al que pertenece consigue por fin que el cerebro de una persona pueda recibir una grabación sensorial sin ser capaz de distinguirla de la realidad: así, mientras dura la sesión, la realidad virtual suplanta a la genuina en la mente del individuo que se halla cómodamente sentado en una dependencia del laboratorio con un casco en la cabeza por el que recibe los estímulos.
Habiendo tenido éxito el experimento, Lars acude a un compañero del departamento de robótica para que le construya un ingenio que lleva tiempo proyectando.
Pasado un mes, Lars tiene ya el ingenio que había encargado, que consiste en un pequeño robot que simula un pájaro y, como tal, posee la capacidad de volar. Lars se acomoda en el asiento de un aparato de realidad virtual que ha instalado junto a una ventana, se pone el casco, conecta la máquina, acerca el pájaro a la ventana abierta y lo suelta.
En seguida, Lars ve el paisaje cercano al laboratorio desde la altura: las granjas, la autopista, los campos verdes, los bosques... Pasado un rato, el pájaro se posa.
Un niño que hay muy cerca del lugar donde se ha posado el robot saca un tirachinas, dispara y abate al pájaro, y al instante muere Lars.

### Bienvenida
Un cuerpo celeste de tamaño similar al de Júpiter se aproxima a la Tierra; inexplicablemente, solo es detectado cuando ya está muy cerca. Se organiza una expedición al lugar con tripulación humana; esta, una vez allí, se aventura en la superficie del planeta, que a pesar de su gran tamaño es de tipo terrestre. Al parecer, es un mundo vegetal, de aguas lechosas y sin vida animal. A su vuelta, los tripulantes sostienen haber sentido allí un suave hormigueo en el cerebro desde el momento de tomar tierra. Meses más tarde, hallándose ya el planeta más cerca de nuestro mundo, mucha gente afirma sentir ese mismo hormigueo.
Los científicos y las autoridades toman la decisión de destruir el planeta empleando todo el arsenal atómico como única manera de evitar la colisión. La operación se controlará desde una estación orbital dependiente de una colonia lunar instalada dentro de una burbuja.
En esa colonia lunar, vive el pequeño Obán con sus padres, científicos que toman parte en el proyecto de destrucción: ella trabaja en un laboratorio de la colonia, y él en la estación. Hace ya tiempo que la velocidad del planeta extraño se ha reducido considerablemente sin que haya una explicación para ello, y las mareas de la Tierra ya han empezado a alterarse, pero mucho menos de lo esperado: de eso están hablando los padres de Obán el día anterior al lanzamiento de los misiles, que tardarán seis horas en alcanzar su objetivo. La madre está preocupada porque el niño, que es mudo y ha de someterse a una operación para poder hablar, cada día está más introvertido y ensimismado.
El día del lanzamiento y cuando ya están a punto de llegar los misiles al planeta, Obán se ha perdido de la vista de su madre, que lo está buscando y lo llama; ella, asombrada, oye en su mente la voz del hijo, que le está indicando dónde se halla: a través del cristal de la burbuja, Obán contempla el planeta, que es un organismo viviente, y se está comunicando con él mediante telepatía. La madre, dándose cuenta rápidamente de la situación, le pide al hijo que se comunique con el padre, que se halla aún en la estación, para que desvíen los misiles. El niño lo hace, y a través de él, el planeta logra por fin comunicarse primero con el padre de Obán y después con el resto de la gente de la estación: el visitante asegura ser capaz de controlar su velocidad y su fuerza gravitatoria, y ofrece acompañar a la Tierra en su órbita alrededor del Sol durante un tiempo y referir historias sobre culturas de otros seres inteligentes repartidos por el universo. El padre de Obán se precipita al puente de mando de la estación para hacer que desvíen los misiles; quien ha de desviarlos duda y, en un instante, ya es demasiado tarde.
Así, el niño Obán, primer caso registrado de una mutación que sería estable a partir de la segunda generación, se queda sin el amigo que le ha enseñado a comunicarse y gracias al cual no necesitará en principio que le quiten la mudez.

### Arena
Se han establecido colonias en Marte, Ío y Europa, y su economía se basa en la explotación minera de los cuerpos del cinturón de asteroides. Esas colonias, ante el comportamiento imperialista de la Tierra, han desarrollado una actitud de independentismo, lo que lleva a que las relaciones comerciales no sean muy fluidas.  Aprovechando esta situación, una empresa ha proyectado traer a la Tierra asteroides relativamente pequeños y dejarlos caer en el desierto del Sáhara para después recuperarlos y proceder a la extracción de minerales.
Aún quedan en el desierto algunas tribus tuareg, y el gobierno de esa zona, implicado en la importación minera, les ha ofrecido dinero y tierras para que se vayan, pero muchos, sobre todo los viejos, no quieren.
La empresa, asegurando que el lugar de aterrizaje está calculado con un margen mínimo de error, plantea soltar el primer envío sin publicidad, a modo de prueba. La operación resulta todo un éxito, ya que la roca se entierra en la arena del desierto sepultando con ella todo un poblado con sus habitantes. De esta manera y reduciendo cada vez más el margen de error, los envíos podrán hacerse cada vez con menos obstáculos, y también con menos gasto por parte del consorcio establecido por el empresario y el gobernante.

### La voz última
Prohibida ya la caída libre de asteroides, la corporación minera dispone entre Marte y el cinturón unas naves en las que se trabajarán los productos antes de enviarlos a la Tierra. De continuo, esta industria es objeto de sabotaje por parte de la colonia marciana y de las jovianas, entre las que ahora se cuenta también Ganímedes.

### Telmos
Ya hace mucho tiempo que la humanidad no vive en la Tierra. A partir de Homo sapiens, surge Homo novo, al principio como mutantes que van naciendo por todas partes, dotados de capacidades perceptivas y cerebrales hasta entonces inexistentes o en estado germinal en la forma antigua de la especie, que desarrolla un violento rechazo a la forma recién aparecida.
A una nave exploradora se le asignan como pasajeros tres de estas nuevas criaturas, a las que, como ya es procedimiento habitual, se les ha adscrito a determinadas categorías: un suprasensitivo, un intuitivo y un artista. Un día, el suprasensitivo, que a menudo percibe cambios en el entorno antes que los instrumentos de la nave, advierte la presencia de un campo gravitatorio que podría ser el correspondiente a un planeta. Tres horas después, comienzan a detectarlo los aparatos.
El planeta resulta ser de tipo terrestre. Parte de la tripulación, junto con los pasajeros, se embarca en un vehículo de atmósfera y desciende al planeta. Al ir a tomar tierra allí, los tripulantes y los pasajeros se llevan una fuerte impresión al ver al natural montañas pobladas de vegetación, bosques, mares de agua y no de otras sustancias: lo que llaman los psicólogos de entonces complejo de origen.
Pero ocurre que el paisaje es cambiante, y donde hoy hay un lago, mañana hay una montaña, y donde hoy hay un bosque, mañana hay un desierto, y además, hoy puede ser un día mucho más largo que ayer pero mucho más corto que mañana, o también más largo... Los integrantes de la expedición reciben la orden de quedarse allí hasta haber aclarado el asunto.
Un día, al rayar el alba, un tripulante de guardia ve una ciudad a través de la ventana, avisa al resto, salen y la contemplan, y cuando se disponen a dirigirse a ella, se esfuma. La capitana, harta ya, decide abortar esa parte de la misión y abandonar el planeta. Antes de subir al vehículo de atmósfera, el intuitivo nota que el suprasensitivo está percibiendo algo inusual, le pregunta y su compañero le dice que todo el planeta es tan inestable como la ciudad: no está compuesto de átomos normales. Mientras suben, ven desaparecer las montañas al tiempo que se da algo parecido a un terremoto.
Ya en órbita, el intuitivo entra en la habitación del artista y encuentra un libro ilustrado con paisajes de la Tierra: esa es la inspiración de la obra del artista, que es quien  ha estado creando y recreando el planeta.    

### Miserere nobis
En una zona de la galaxia, atrasada por ser uno de los reductos de Homo sapiens, una militar con grado de general que detenía la presidencia del gobierno ha sido hecha prisionera por los rebeldes y va a ser juzgada. Un disparo descerraja la puerta, entran unos soldados y rescatan a la general. Cuando van a salir del edificio, encuentran al general de los rebeldes y se lo llevan con ellos. Instalan a una y al otro en una casa de las afueras y los dejan que hablen. Viéndose dueña de la situación, la mujer hace ver al otro que ahora es él quien va a ser juzgado, y este describe el gobierno de ella como una farsa: gane quien gane las elecciones, al final es ella quien gobierna. La mujer le hace ver que hay que dejar las cosas en manos de los expertos: que el pueblo elija el plato que le apetezca, y ella se lo guisará y se lo servirá. El hombre se queja de las muertes que conllevan esos guisos, y la mujer le dice que la pena de muerte no es más que la forma que tiene la sociedad de defenderse de los que quieren destruirla, como es el caso de él, que será ejecutado. Salen de la habitación y el hombre recupera el dominio de la situación: los soldados y él le explican a la mujer que han dejado que ella misma se juzgara y emitiera su propia sentencia, que habrá de cumplirse en unos días. Antes de salir dejándola encerrada en el edificio, ponen a su alcance una pistola con una sola bala.

### Aceite
Homo novo se ha expandido por casi todas las zonas habitables de la galaxia, y Homo sapiens, en general, ha quedado confinado en unos cuantos rincones.
En un planeta habitado por Homo novo, hay un individuo que es el último ejemplar de H. sapiens en ese mundo, y como tal es conocido por la gente de allí, pero las mentalidades y las capacidades son tan distintas que la comunicación le es poco menos que imposible. 
Un día, paseando en medio de una multitud que percibe como de completos extraños, ve a lo lejos, ocupada en una labor manual, una figura que le resulta familiar. Se acerca y se da cuenta de que efectivamente se trata de quien él pensaba, y ya no está solo, pues acaba de encontrar una criatura de la que él fue instructor: uno de los muchos simios en cuyas estirpes se indujo el salto evolutivo; la mutación resultó estable solo en la estirpe de los chimpancés, que todavía durante mucho tiempo serían esclavos, como éste.

### Sangre de dioses
La expansión humana por la galaxia se lleva a cabo gracias a la explotación minera empleando como esclavos a los simios. Para mantenerlos en un estado de sumisión, se emplea a algunos de estos simios como sacerdotes que inculquen en los suyos la devoción por el hombre como un dios que les ha dado el don de la inteligencia y al que deben estar agradecidos.

### Yo
Desaparece la pareja como núcleo social estable y se implanta el grupo "multisexual": para obtener una plaza de trabajo, se sobreentiende que se ha de formar parte de uno de tales grupos, y es a ese grupo al que se le asigna la plaza. La actividad de los humanos es pensar; la de los simios, trabajar y exponer la salud y la vida; la de las criaturas artificiales (androides), vigilar el trabajo de los simios.

### Punto de partida
Desechado el grupo "multisexual" como célula básica de la sociedad por su complejidad y su carácter inestable, se impone un individualismo social como la mejor forma de equilibrio entre los derechos del individuo y los de la comunidad. En esa misma edad, culmina la abolición de la esclavitud de los simios.
Una expedición encuentra en un planeta, deshabitado por la humanidad y por los simios, una construcción consistente en una piedra del tamaño de un antebrazo erigida en el centro de un cuadrado formado por cuatro piedras más pequeñas que marcan los vértices del polígono. Aun tratándose de una construcción rudimentaria, se reconoce como señal de vida inteligente. Dos integrantes de la partida salen a hacer la última exploración del día, y en un bosque encuentran a unos animales parecidos a ardillas llevando a cabo iguales construcciones. Capturan un ejemplar y se lo llevan para enseñárselo al resto. Después resuelven devolver el animal al sitio donde lo han encontrado, de manera que quienes lo han capturado se lo llevan de vuelta.
De nuevo en el bosque, ven a otro ejemplar subirse a un árbol, y uno de los dos exploradores sube también y, llevado por una curiosidad aún imprudente en la humanidad, corta un esferoide pulposo parecido a un ojo que halla en la corteza, y al instante trepa desde el suelo a toda velocidad una muchedumbre de animales como el que habían capturado, lo ataca y cae con él hasta el suelo.
Muerto el explorador, su compañera, que estaba esperando abajo, se comunica telepáticamente con el resto y lo pone al corriente de lo ocurrido. Cuando reciben su señal, se dan cuenta de que hay haciendo interferencia miles de pensamientos, y que no son de los animalillos, sino de los árboles. Recuerdan las construcciones de piedras y consideran que se trata de algo parecido a las alineaciones megalíticas que había en la Tierra, destinadas al parecer a la conducción de corrientes telúricas, en una suerte de acupuntura rudimentaria.
Más tarde, se dan cuenta de que las mentes de los árboles han de haber madurado hasta un grado muy elevado, pues disponen de mucho tiempo, y además sus pensamientos les resultan incomprensibles, por lo que no ha de ser fácil establecer una comunicación. Alguien opina que los animalejos entienden a los árboles, pero se objeta que no parece entendimiento, sino respuesta a estímulos. Se entiende que los árboles dirigen a los animales, y unos y otros han establecido una simbiosis de la que los últimos obtienen como beneficio cobijo y fruta.
Al día siguiente, una de los integrantes de la expedición se acerca al bosque y riega un árbol en señal de amistad. Al instante, una fruta cae a sus pies.  

### Despedida
Los árboles inteligentes son llevados a todas las zonas habitadas de la galaxia, y con el tiempo se les dedica una reserva en los llamados "ecoplanetas".
Tras la expansión, Homo novo entra en una fase de decadencia que lo acabará llevando a la extinción, y los viejos desarrollan un racismo hacia los árboles inteligentes, considerándolos corruptores de los jóvenes, ya que estos se pasan el día hablando con ellos. En una sola generación, los jóvenes han aprendido de los árboles todo lo que estos han sido capaces de enseñarles, que es el resultado de miles y miles de años de pensamiento. Esta nueva forma humana, que será posteriormente llamada Homo finis, consta de momento solo de jóvenes dispuestos a irse a vivir a los ecoplanetas, y allí van yendo poco a poco. Cuando ya se han reunido, haciendo uso conjunto de sus capacidades, dirigen la estrella y los dieciocho ecoplanetas hacia el exterior de la galaxia por medio de una incursión de todo el sistema en el  hiperespacio.

### Mitos
A los pocos minutos de morir el último ejemplar de Homo novo, se recibe el último mensaje de Homo finis, que se despide de los simios y los insta a comprender el universo, considerándolos herederos de la galaxia junto con los árboles y la olvidada cuarta especie.
El grueso de la especie de los simios se instala en torno al centro galáctico, y los artistas, los científicos, los pensadores y muchos técnicos, custodios de la herencia cultural humana, se dispersan por la periferia para no condicionar el desarrollo de su propia estirpe, que recibirá el legado cuando haya marchado por sus fueros y se haya enderezado en su propia senda, de manera que el influjo humano resulte beneficioso en lugar de conducir a una imitación contraproducente. 
Uno de los grupos dispersados, encargado de los datos de la historia humana, halla un planeta con una atmósfera que contiene oxígeno, y que además tiene océanos. Al entrar en la atmósfera, el funcionamiento de la nave se altera, no consiguen gobernarla y cae casi sin control: el vehículo queda deteriorado, sin que puedan emplearlo y sin posibilidad de reparación, y hay varios heridos.
Como el sistema inmunitario de estos simios no se halla preparado para hacer frente a los microorganismos del planeta, varios individuos son presa de enfermedades infecciosas. Con el tiempo, se consigue reparar una de las naves auxiliares que llevan en el interior de la principal, y todos los individuos sanos menos uno que queda al cuidado de los enfermos intentan salir de la atmósfera para poder emitir una potente señal de socorro, pero algo impide que puedan salir, igual que antes impedía que salieran las señales, y la nave se desintegra justo en el límite de la atmósfera.
Cuando mueren los enfermos, el único individuo que queda los incinera, carga en un recipiente una pequeña muestra de los datos en custodia y parte en busca del mar. 
Un día, va pensando que ya tiene que estar cerca y, de pronto, ve a unos seres que se desplazan flotando por el aire haciendo uso de cinturones antigravitatorios. El aspecto que tienen concuerda con el que atribuyen las leyendas a los delfines, la cuarta especie, pero no concuerda su desplazamiento aéreo con el acuático descrito en esas mismas leyendas. En esto, un delfín rezagado del grupo se le acerca y le pregunta si es un simio, y él le pregunta a su vez si es un delfín.
Juntos, se dirigen a la orilla. Desde allí, el delfín se zambulle para recuperar humedad, y después se acerca a tierra y se tiende en una de las tablas que hay en la rompiente, dispuestas para tomar el sol recibiendo al mismo tiempo los embates de las olas. Allí comienzan a charlar, el simio cuenta su historia, y el delfín le dice que, según los mitos délficos, la humanidad partió de la Tierra dejándolos protegidos por un escudo que lograrán inutilizar empleando el poder de sus mentes, cosa que nunca han intentado por falta de ambición de conquistas, ya que su cultura es sobre todo lúdica: las ciencias, las artes, las técnicas ... son un juego.
El simio abre el recipiente que lleva en la espalda y muestra un cristal cúbico, indicando que en la estructura atómica de miles de cristales como ese, guardados en la nave principal, se halla toda la historia de la humanidad contada por ella misma en sus últimos tiempos, pero no se ha hallado manera de descifrarlos. Añade que la misión de su equipo era precisamente descifrarlos, ordenarlos y relacionarlos; y confeccionar una enciclopedia, como apunta a tiempo el delfín.
El cetáceo hace ver al simio que a la larga resultará fácil descifrar el vasto mensaje contenido en los cristales: para ello, emplearán unas computadoras que consisten en arrecifes vivos que tienen interconectados por todo el océano como los que están allí a la vista, formados unos y otros por pequeños pólipos en cuyo código genético se almacenan unidades de información. Al día siguiente, se vacunará al simio y se comenzará el estudio de los cristales. En poco tiempo, se hallará algún sistema para que la criatura terrestre pueda vivir con ellos en el medio acuático.

... y cuando, dentro de algunos siglos, vengan esos nuevos simios a reclamar su herencia, les mostraremos un hermoso atolón de coral blanco y les diremos: "Aquí tenéis la Enciclopedia Délfica, que elaboramos y conservamos para vosotros. Haced buen uso de ella".

## Ediciones en otras lenguas
- Demain les dauphins. Col. Roman graphique. Humanoides Asociados. 1988.
- Fragments de l'encyclopédie des dauphins. Col. Bande Dessinée. Ed. Mosquito. 2006.